# Pallone frenato

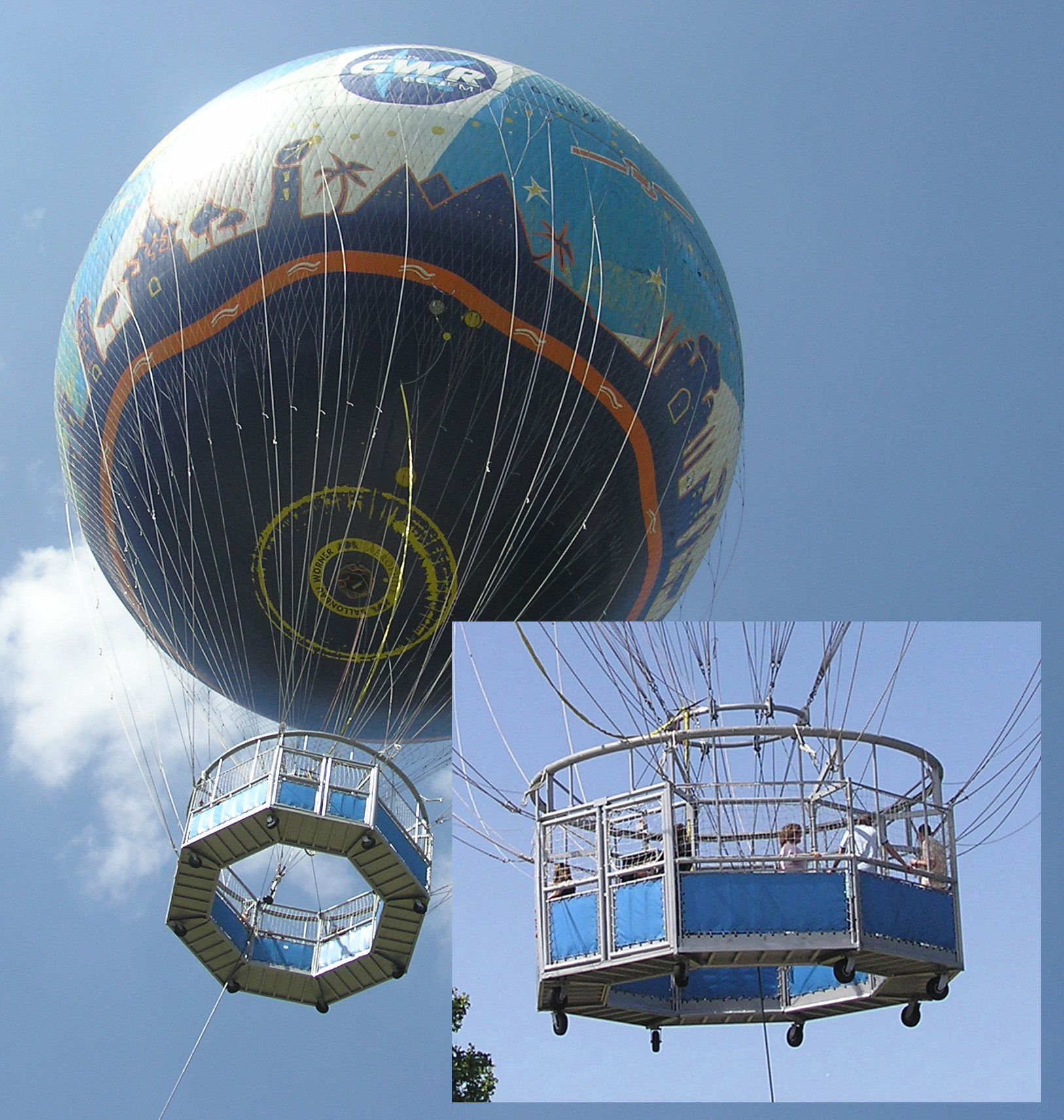
Un Aerophile, moderno pallone frenato impiegato per fornire ai turisti una bella visuale di Bristol.

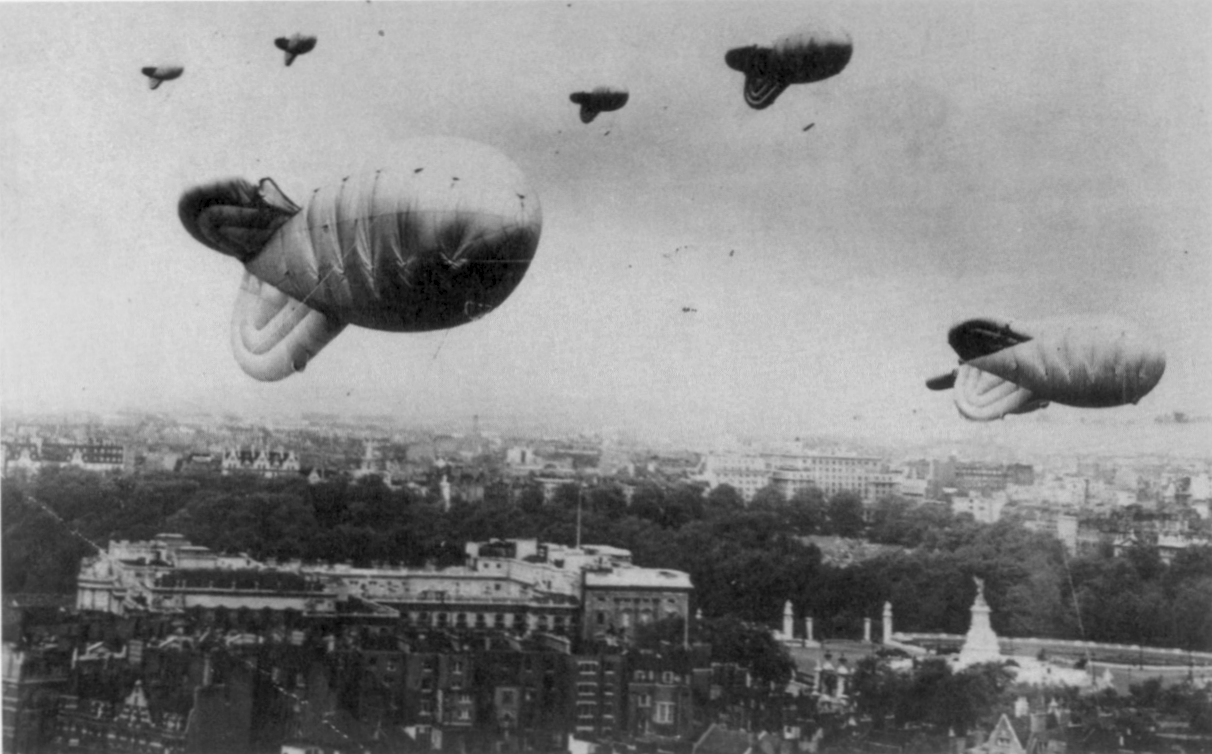
Una serie di palloni di sbarramento a protezione di Londra durante la seconda guerra mondiale.

Un pallone frenato è un pallone aerostatico che si distingue per essere vincolato al suolo mediante uno o più cavi.
I palloni frenati nascono come mezzi militari da osservazione e furono impiegati già nell'Ottocento. Con la prima guerra mondiale, i palloni frenati vennero usati per l'interdizione aerea e presero il nome di palloni di sbarramento. Il pallone di sbarramento in quota tendeva dei cavi d'acciaio che interdivano o ostacolavano i velivoli ostili.
Un particolare tipo di pallone frenato usato in ambito militare è il pallone drago o drachen, caratterizzato da una forma allungata adatta a tenere meglio il vento.